# Herler Felsen

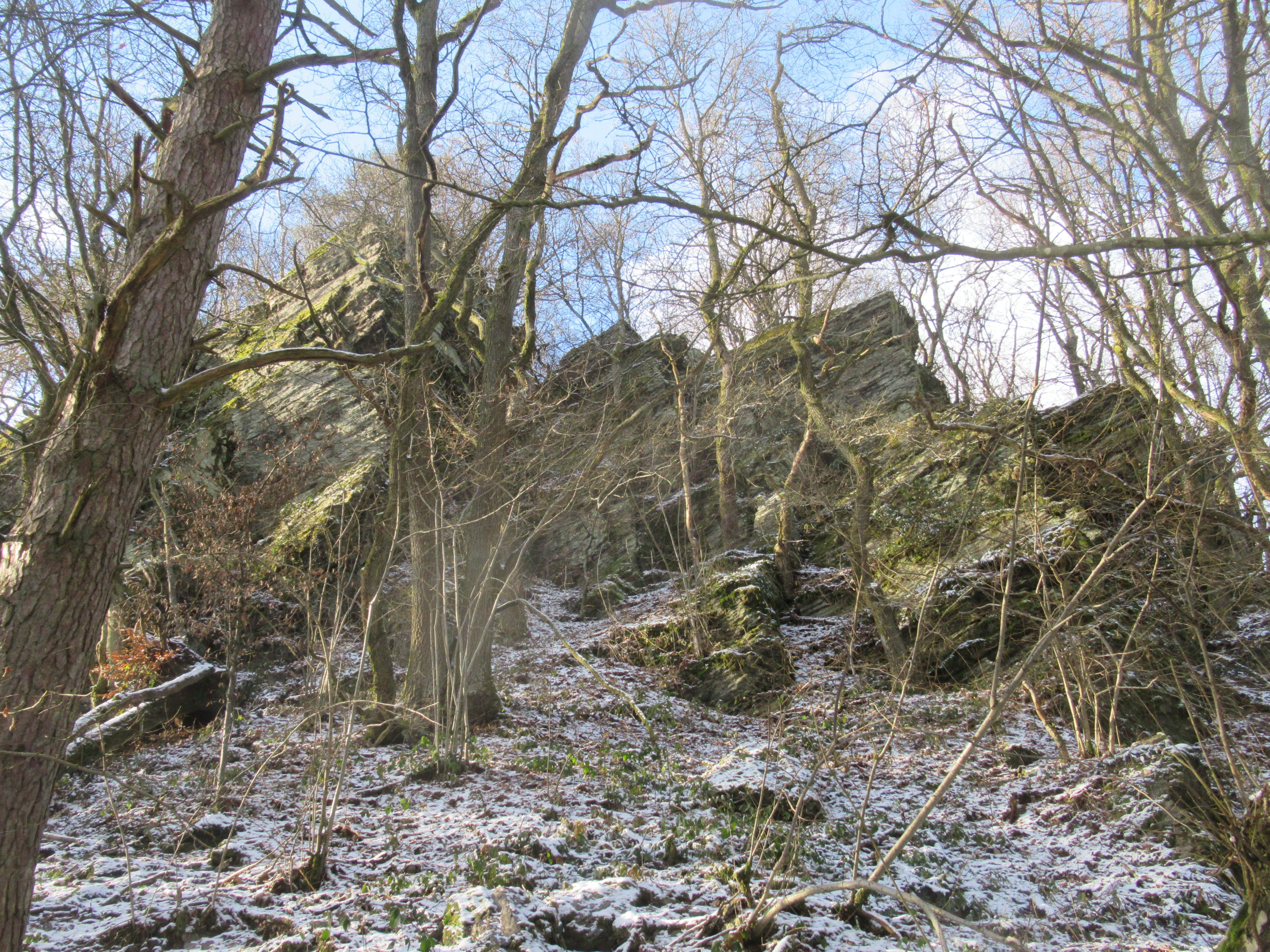
Herler Felsen

Das Naturdenkmal Herler Felsen ist ein 50 Meter langer und 30 Meter hoher Quarzitfelsblock östlich von Herl, links der  L 149 von Herl nach Lorscheid im rheinland-pfälzischen Landkreis Trier-Saarburg in Deutschland.
Der Herler Felsen liegt auf einer Höhe von 390 m ü. NHN. 